# Johanna Lind
Johanna Karin Lind (13 de outubro de 1971) foi eleita Miss Suécia 1993 e representante de seu país no concurso Miss Universo, onde não alcançou as semifinais. No concurso nacional venceu a futura modelo da Playboy Victoria Silvstedt.
Durante seu reinado ganhou projeção na mídia por seu envolvimento nas celebrações do centenário da atriz Mae West.